# كريستوفر كوزينز
كريستوفر كوزينز (بالإنجليزية: Christopher Cousins)‏ (ولد في 27 سبتمبر 1960)، هو ممثل أمريكي كان يمثّل أساساً في التلفزيون في بداية مسيرته الفنية عام 1986. ربما يكون معروفاً للعبة دور المحتال كاين روغان في الأوبرا الصابونية (حياةٌ واحدةٌ للعيش) في أوائل ومنتصف 1990، وكذلك بظهوره القصير في 2008 بدور السفير جوزيف فاكسون، في حلقتين من عام 2001 لمسلسل ستارغيت إس جي 1. مؤخراً، قام بلعب دور تيد بينكي في 13 حلقة من مسلسل اختلال ضال على قناة AMC.
قام كريستوفر كوزينز أيضاً بالعديد من الأدوار بالبارزة منها ديفيد ويليامز في فيلم لا يمكن تعقبها (2008)، الشرير دانييل في فيلم متنزه ويكر (2004)، وبيل في فيلم الحقد 2 (2006).

## وصلات خارجية
- كريستوفر كوزينز على موقع IMDb (الإنجليزية)
- كريستوفر كوزينز على موقع ألو سيني (الفرنسية)
- كريستوفر كوزينز على موقع أول موفي (الإنجليزية)
- كريستوفر كوزينز على موقع قاعدة بيانات الأفلام السويدية (السويدية)
- كريستوفر كوزينز على موقع قاعدة بيانات الفيلم (الإنجليزية)
- كريستوفر كوزينز على موقع كينوبويسك (الروسية)